# الدوري الهولندي الدرجة الأولى 1981–82
الدوري الهولندي الدرجة الأولى 1981–1982 هو الموسم السادس والعشرون من الدوري الهولندي الدرجة الأولى منذ إنشائه في عام 1956. فاز بهذا الموسم هيلموند سبورت.http://www.rsssf.com/tablesn/ned82.html

## الفرق
يشارك 20 نادي في الدوري: النادي الذي يحتل المرتبة الأولى في هذا الدوري يتأهل مباشرة إلى الدوري الهولندي الممتاز، تأهل في هذه الدوري هيلموند سبورت.